# Преображенское муниципальное образование (Иркутская область)
Преображенское сельское поселение — муниципальное образование со статусом сельского поселения в 
Катангском районе Иркутской области России. Административный центр — село Преображенка.

## Демография
| 2010 | 2011 | 2012 | 2013 | 2014 | 2015 | 2016 |
| ---- | ---- | ---- | ---- | ---- | ---- | ---- |
| 533  | ↘531 | ↘513 | ↘488 | ↘477 | ↘468 | ↘459 |
| 2017 |      |      |      |      |      |      |
| ↘447 |      |      |      |      |      |      |

## Населённые пункты
В состав поселения входят следующие населённые пункты:
- Преображенка
- Мога
- Ерема
- Калинина